# Scogli di Sant'Elmo
Gli scogli di Sant'Elmo costituiscono un gruppo di scogli dell'Italia, in Sardegna.
Amministrativamente appartengono a Villasimius, comune italiano della città metropolitana di Cagliari.